# Vïktor Zwbarev
Vïktor Egorovïç Zwbarev (in kazako Виктор Егорович Зубарев?, in russo Виктор Егорович Зубарев?, Viktor Egorovič Zubarev; Aqsw, 10 aprile 1973 – Omsk, 18 ottobre 2004) è stato un calciatore kazako, di ruolo attaccante.

## Palmarès

### Club
- Campionato kazako: 4

Ertis: 1997, 1999, 2002, 2003
- Coppa di Cipro: 1

Apollōn Limassol: 2000-2001

### Individuale
- Calciatore kazako dell'anno: 1

1999